# Babajevo
Babajevo (Russisch: Бабаево) is een stad in de Russische oblast Vologda en hierbinnen het bestuurlijk centrum van het district Babajevski. Het ligt aan de rivier de Kolp (stroomgebied van de Wolga) aan het uiteinde van het Mologo-Sjesninskoj Laagland op 246 km ten westen van Vologda.
De plaats werd gesticht in 1460 door lijfeigenen. De naam is afgeleid van Babaj (Бабай), een man die volgens een legende de plaats zou hebben gesticht. In 1882 werd er een metallurgische fabriek gebouwd, die telegraafdraden, spijkers en haken produceerde. De plaats kreeg de stadstatus in 1925.
In de stad bevinden zich twee melkfabrieken, een elektronicafabriek en een meubelfabriek.
De plaats heeft een treinstation aan de spoorlijn van Vologda naar Sint-Petersburg.
| 1959   | 1970   | 1979   | 1989   | 2002   |
| ------ | ------ | ------ | ------ | ------ |
| 12.000 | 12.300 | 12.900 | 14.211 | 12.604 |